# Le Navire dans la tempête
Le Navire dans la tempête est un tableau du peintre français Henri Rousseau réalisé vers 1899. Cette huile sur toile est une marine qui représente dans un style naïf un paquebot battant pavillon français pris dans une tempête. Propriété successive d'Ambroise Vollard et Paul Guillaume puis partie de la collection Jean Walter et Paul Guillaume, elle est conservée au musée de l'Orangerie, à Paris.